# (12759) Joule
(12759) Joule (1993 TL18) – planetoida z pasa głównego asteroid okrążająca Słońce w ciągu 5,78 lat w średniej odległości 3,22 j.a. Odkryta 9 października 1993 roku.